# Avtomat Fedorova
Le Avtomat Fedorova (en russe Автомат Фёдорова) est un fusil automatique russe utilisé pour la première fois en 1915 durant la Première Guerre mondiale, chambré en 6,5 × 50 mm Arisaka, un calibre japonais. Il a été produit de 1915 à 1924 et utilisé de 1915 à 1941. Il a été conçu par Vladimir Grigorievitch Fedorov, et fut produit à environ 3 200 exemplaires entre 1915 et 1924. Il est considéré par certains comme étant le tout premier fusil d'assaut de l'histoire.

## Description
L'Avtomat Fedorova est une arme automatique par recul à culasse fermée.

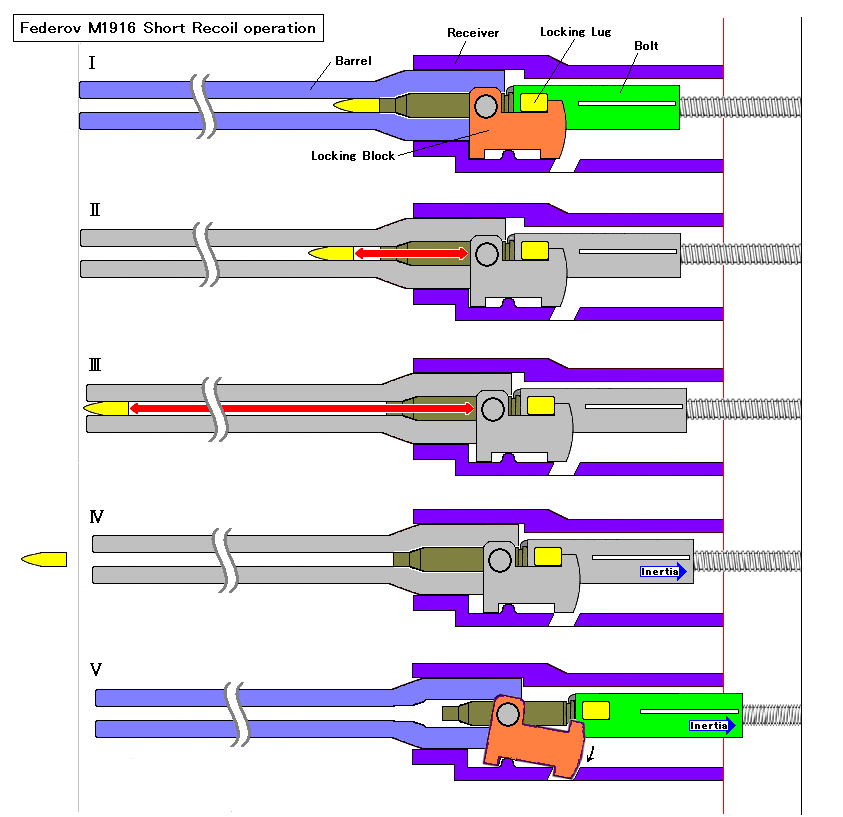
Schéma du fonctionnement de l'arme.

Le capitaine V. Fedorov commence à travailler sur un fusil semi-automatique en 1906, assisté de Vassili Degtiarev. Un modèle est proposé à la commission des fusils de l'armée russe en 1911, qui commande 150 modèles supplémentaires pour des tests. En 1913, Fedorov soumet un prototype de fusil automatique approvisionné avec des clips, et chambrés avec le calibre 6,5 mm Fedorov. Cette nouvelle munition sans bourrelet est plus compacte que le 7,62 × 54 mm R alors en usage dans l'armée russe, et produit moins de recul, la rendant plus intéressante pour les armes automatiques. Tirée d'un canon de 800 mm, cette cartouche expérimentale tire une balle de 8,5 grammes à une vitesse initiale de 860 m/s et une énergie en sortie du canon de 3 140 J. Par comparaison, cette énergie est de 3 555 J pour le 7,62 × 54 mm R, à longueur de canon égale. Les fusils 6,5 mm de Fedorov sont testés avec succès en 1913.
À l'automne 1915, Fedorov est envoyé en France, dans le secteur de Mont-Saint-Éloi, comme observateur militaire. Il est alors impressionné par le fusil-mitrailleur Chauchat, qui possède une bonne puissance de feu, mais manque de mobilité. Fedorov écrit dans ses mémoires qu'à ce moment lui vient l'idée d'une arme ayant une puissance de feu inférieure à une mitrailleuse légère, mais avec la portabilité d'un fusil.
Il se met à la tâche en janvier 1916, en rentrant en Russie. Son principal ajout au mécanisme est le sélecteur de tir. Le magasin fixe est remplacé par un chargeur détachable et courbé de 25 balles.
Devant l'impossibilité de produire une nouvelle munition, il fut décidé de convertir les armes de 6,5 mm Fedorov pour le calibre 6,5 mm Arisaka japonais. Celui-ci était abondamment disponible, avec l'achat d'un grand nombre de fusils Arisaka au Japon ou au Royaume-Uni (environ 763 000 Arisaka étaient alors disponibles en Russie),, avec 400 millions de cartouches disponibles. Cependant la production russe de ces cartouches était négligeable. Le changement de munition n'apporta que des modifications mineures à l'arme, avec notamment une insertion au niveau de la chambre et un changement des optiques de visée. La cartouche japonaise était cependant moins puissante, pour une vitesse de 654 à 660 m/s en sortie de canon.

## Postérité
L'Avtomat Fedorova est parfois considérée comme précurseur du fusil d'assaut . Si ce dernier est jamais systématiquement considéré comme tel, c'est surtout dû à sa munition, son poids, son fonctionnement et sa maniabilité. Même si les trois derniers critères peuvent être excusés par l'époque, néanmoins le premier est purement dû à l'impossibilité de créer une nouvelle munition. L'Avtomat Federova est chambré avec une munition bien trop puissante pour un fusil d'assaut, donc il est considéré par certains comme un fusil mitrailleur léger, ce qui, malheureusement, annule l'idée de Federov de créer un fusil automatique chambrant une munition beaucoup moins puissante que celle d'un fusil réglementaire standard de l'époque.